# Emilio Marin
Emilio Marin (Split, 6. veljače 1951.) je hrvatski arheolog i sveučilišni profesor. Član je Agencije Svete Stolice za vrednovanje i promociju kvalitete crkvenih sveučilišta i fakulteta (AVEPRO).

## Životopis
Završio je 1973. studij arheologije na Filozofskom fakultetu u Zagrebu, gdje je i doktorirao 1990. godine. Od 1973. godine radio je u Arheološkome muzeju u Splitu te je u razdoblju od 1988. do 2004. bio ravnatelj. Profesor je na Sveučilištu u Splitu, na Sorbonnei u Parizu te na Hrvatskome katoličkom sveučilištu u Zagrebu.
Od 2003. godine član je Francuske akademije znanosti i umjetnosti. Papa Benedikt XIV. imenuje ga 2012. članom Papinskoga povjerenstva za starokršćansku arheologiju. Papa Franjo imenovao ga je u Papinski odbor za povijesne znanosti, a u svibnju 2025. u Agenciju za vrednovanje i promociju kvalitete crkvenih sveučilišta i fakulteta. Bio je veleposlanik RH pri Svetoj Stolici (2004.–2011.) te pri Suverenome viteškom malteškom redu (2005. – 2011.). Vodio je iskapanja u Solinu i Vidu kraj Metkovića.

## Djela
- „Starokršćanska Salona” (1988.)
- „Drevna Salona” (Longae Salonae, I–II; sa suradnicima, 2002.)
- „Povijest učiteljica arheologije” (Historia magistra archaeologiae; 2003.)
- „Uspon i pad carskog svetišta: rimska skulptura iz Augusteuma u Naroni” (The Rise and Fall of an Imperial Shrine: Roman Sculpture from the Augusteum at Narona; 2004)
- „Upoznao sam dva pape: pripovijest o čuvstvu i promišljanju na tragu Ivana Pavla II. i Benedikta XVI.” (2009.)[2]

## Počasti
- Počasni doktorat Sveučilišta u Parizu XII (2005.)[3]
- Nagrada grada Metkovića za životno djelo (2007.)[4]
- Nagrada Splitsko-dalmatinske županije za životno djelo (2013.)[5]
- Državna nagrada za znanost za životno djelo (2017.).[2]
- Nagrada Grada Splita za životno djelo (2021.)[6]

### Mrežna sjedišta
- Marin, Emilio. Hrvatska enciklopedija (LZMK). Pristupljeno 4. lipnja 2025.
- Hrvat u Vijeću Svete Stolice. Marija. LXIII (686): 30. 2025. ISSN 1331-1476